# Castex, Gers
Castex är en kommun i departementet Gers i regionen Occitanien i sydvästra Frankrike. Kommunen ligger i kantonen Miélan som tillhör arrondissementet Mirande. År 2022 hade Castex 76 invånare.

## Befolkningsutveckling
Antalet invånare i kommunen Castex
Referens:INSEE